# Ojakkala
Ojakkala är en tätort (finska: taajama) i Vichtis kommun i landskapet Nyland i Finland. Vid tätortsavgränsningen den 31 december 2021 hade Ojakkala 1 390 invånare och omfattade en landareal av 4,59 kvadratkilometer.